# Nižná (Piešťany)
Nižná je naseljeno mjesto u okrugu Piešťany u Trnavskom kraju u Slovačkoj.

## Stanovništvo
| Godina:     | 1993. | 2003.   | 2013.   | 2023.   |
| ----------- | ----- | ------- | ------- | ------- |
| Broj ljudi: | 515   | 529     | 535     | 546     |
| Razlika:    |       | +2,71 % | +1,13 % | +2,05 % |

| Godina:     | 2022. | 2023.   |
| ----------- | ----- | ------- |
| Broj ljudi: | 538   | 546     |
| Razlika:    |       | +1,48 % |

Prema podacima o broju stanovnika iz 2023. godine naselje je imalo 546 stanovnika.

## Vanjske poveznice
|  | Zajednički poslužitelj ima još gradiva o temi Nižná (Piešťany) |

- Službena stranica naselja (sl.)